# West Suffolk (grevskap)
West Suffolk var en grevskap 1889–1974 när det uppgick i Suffolk, i England. Grevskap hade 128 918 invånare år 1961. Bury St Edmunds var det administrativa centrumet.

## Distrikt
- Brandon (fram till 1935)
- Bury St Edmunds
- Clare
- Cosford
- Glemsford (1896-1935)
- Hadleigh
- Haverhill
- Melford
- Mildenhall
- Moulton (fram till 1935)
- Newmarket
- Sudbury
- Thedwastre
- Thingoe[3]